# 남해함대
남해함대(중국어: 南海舰队)는 북해함대, 동해함대와 함께 인민해방군의 해군에 소속된 중화인민공화국의 3개 함대 중의 하나이다.

## 개요
서사군도(西沙群岛), 남사군도(南沙群岛)의 방어를 포함한 타이완 해협 남단의 서남방향 해역을 관할하고 있으며 잔장 기지(湛江基地), 광저우 기지(广州基地), 위린 기지(榆林基地)의 3개 군급편제(军级编制)의 해군기지로 이루어졌으며 사령부는 잔장(湛江)에 주둔하고 있다.
둥산부터 베트남과 경계되는 해안선 북위 23º30`까지 담당한다. 광저우 군구가 여기에 포함되며 서사군도(Paracel Islands)와 남사군도까지 작전지역이다. 본부는 광저우시, 주요 시설은 위린, 광저우, 잔장에 위치해 있다.

## 조직
| - 남부전구 해군항공병 - 해항 8사 (혼편사): 3개 연대 - 해항 9사 (혼편사): 3개 연대 | - 廣州水警區 광저우 수경구 - 北海水警區 베이하이 수경구 - 위린 기지 榆林 - 西沙水警區 시사 수경구 - 南沙水警區 난사 수경구 - 싼야 종합보장기지 - 잠정 제2기지 "난텐먼 요새" |  |

### 부대
- 구축함 제2지대
- 구축함 제9지대
- 호위함 제17지대
- 호위함 제18지대
- 호위함 제19지대
- 잠정 제32지대
- 잠정 제52지대 (사춘다오(중국어판))
- 등륙함 제6지대
- 작전지원함 제3지대
- 제26비탄쾌정지대 (상춘다오(중국어판))
- 防險救生, 방검구생→위험 예방 및 인명 구조 지대
- 해군육전대 제1여단
- 해군육전대 제2여단

### 기관
- 남해함대 군사관
- 남부전구 해군훈련기지
- 남부전구 해군함정훈련소